# أرسيني ياتسينيوك
أرسيني بيتروفيتش ياتسينيوك (بالأوكرانية: Арсеній Петрович Яценюк) (مواليد 22 مايو 1974 في تشيرنيفتسي - الاتحاد السوفييتي) سياسي أوكراني وخبير اقتصادي ومحامي شغل منصب رئيس وزراء أوكرانيا بعد تعيينه من قبل البرلمان الأوكراني عقب ثورة الشعب الأوكراني في عام 2014.
وفي 14 أبريل / نيسان 2014، قدم أرسيني ياتسينيوك استقالته من المنصب بعد فقدانه الأكثرية البرلمانية مما حدا برئيس الجمهورية الأوكراني بترو بوروشنكو بطلب تقديم الاستقالة.

## وصلات خارجية
- أرسيني ياتسينيوك على موقع IMDb (الإنجليزية)
- أرسيني ياتسينيوك على موقع الموسوعة البريطانية (الإنجليزية)
- أرسيني ياتسينيوك على موقع مونزينجر (الألمانية)
- أرسيني ياتسينيوك على موقع كينوبويسك (الروسية)
- الموقع الإلكتروني